# Заозерье (деревня, Коми)
Заозерье  — опустевшая деревня в Сысольском районе Республики Коми в составе сельского поселения  Заозерье. 

## География
Расположена у юго-восточной окраины посёлка Заозерье.  

## История
В 1970 в деревне был отмечен 21 человек, в 1979 – 12.

## Население
Постоянное население  составляло 1 человек (коми) в 2002 году, 0 в 2010 .